# Disclosure (film, 2020)
Ne pas confondre avec le groupe de musique électronique britannique Disclosure.
Ne doit pas être confondu avec Disclosure (film, 2026).
Pour plus de détails, voir Fiche technique et Distribution.
Disclosure: Trans Lives on Screen (intitulé en français Identités trans, au delà de l'image) est un documentaire américain sorti en 2020, traitant de la représentation des personnes trans dans le cinéma américain, dirigé et produit par Sam Feder, monté par Stacy Goldate et coproduit par Laverne Cox. Sam Feder ne fait intervenir dans le film que des personnes trans,, et s'est aussi entouré sur le tournage d'une grande majorité de personnes trans. 
Il est projeté pour la première fois le 27 janvier 2020 à l'occasion du Sundance Film Festival et diffusé sur Netflix à partir du 9 juin 2020.

## Synopsis
Les témoignages décrivent les représentations des personnes trans dans le cinéma hollywoodien et comment celles-ci ont affecté la vie des personnes trans et la culture américaine. Les interviews sont illustrées par des extraits de films, séries TV et  talk-shows américains, de l'origine du cinéma (avec le cinéma muet de l’Amérique ségrégationniste, par exemple A Florida Enchantment en 1914) à nos jours (avec les séries Transparent, Pose, Sense8, Euphoria, et le film chilien oscarisé Une femme fantastique). Le film traite aussi de sujets tels que la transphobie à l'intérieur de la communauté LGBT et défend et explique l'idée qu'il est néfaste de faire endosser à des acteurs cis des rôles de personnes trans.

## Consultants
Les personnalités suivantes sont interviewées dans le film :
- Nick Adams[9]
- Tre'vell Andersen
- Ser Anzoategui (en)
- Alex Barasch
- Alexandra Billings
- Chaz Bono
- Sandra Caldwell (en)[9]
- Candis Cayne
- Laverne Cox[10],[9]
- Jamie Clayton
- Michael D. Cohen
- Jessica Crockett
- D'Lo (artiste) (en)
- Ellie Desautels
- Zackary Drucker (en)
- Elliot Fletcher
- Yance Ford
- Alexandra Grey
- Jazzmun (en)
- Bianca Leigh
- Trace Lysette[9]
- Mickey R. Mahoney
- Tiq Milan[9]
- Jen Richards[9],[11]
- Mj Rodriguez[9]
- Angelica Ross
- Hailie Sahar
- Leo Sheng
- Brian Michael Smith[9]
- Zeke Smith[9]
- Chase Strangio[9]
- Susan Stryker
- Rain Valdez[9]
- Marquise Vilson
- Lilly Wachowski

## Réception
Aux États Unis, le film a été reçu positivement par la critique.
En France, Têtu salue le côté pédagogique du film, qu'il décrit comme « un regard inédit et nécessaire sur la représentation des personnes trans ». Thierry Cheze compare dans Première le film à The Celluloid Closet, et estime que Identités trans, au delà de l'image est un « voyage captivant dans 100 ans de cinéma et de télé américaines » qui « célèbre autant les avancées qu’il dénonce la discrimination sur ces écrans, souvent simples reflets de ce que les [personnes] transgenres vivaient au quotidien dans la société » . Florian Bardou de Libération regrette les choix américanocentrés, mais salue « l’acuité des extraits choisis et les témoignages souvent touchants d’une vingtaine de concerné·e·s ».